# ミゲル・ロドリゲス
ミゲル・ロドリゲス・ビダル（Miguel Rodríguez Vidal、2003年4月29日 - ）は、スペイン・ガリシア州レドンデーラ出身のサッカー選手。セルタ・デ・ビーゴ所属。ポジションはFW。

## クラブ経歴
ガリシア州のポンテベドラ県にあるレドンデーラに生まれ、2013年にCDチョコからセルタ・デ・ビーゴのカンテラへ入団した。2020-21シーズン、Bチームでの出場経験がなかったもののシーズン開幕前のプレシーズンでトップチームに帯同した。2020年10月4日、ラ・リーガのCAオサスナ戦にて、ノリートとの途中交代でトップチームデビューを果たした。なお、17歳と159日でのデビューはクラブ史上4番目に若い記録となった。
2024年1月31日、トップチームへの正式な昇格が発表され、背番号24番で登録された。

## 代表経歴
2019年から2021年かけてスペインの世代別代表へ招集されており、通算22試合5得点という記録を残している。